# Ronald McNeill (1er baron Cushendun)
Ronald John McNeill (30 avril 1861 - 12 octobre 1934) est un homme politique conservateur britannique. 

## Jeunesse et éducation
Né en Ulster, il est le fils d'Edmund McNeill Deputy Lieutenant, juge de paix et shérif du comté d'Antrim, et de son épouse Mary  Miller. Il fait ses études à Harrow et à Christ Church, Oxford, où il obtient son diplôme en 1886. Il est admis au barreau en 1888 et commence à travailler comme rédacteur en chef de The St James's Gazette (1900–1904) ainsi que rédacteur en chef adjoint de l'Encyclopædia Britannica (1906–1910). 

## Carrière politique
Il se présente sans succès à West Aberdeenshire (1906), Aberdeen South (1907 et janvier 1910) et Kirkcudbrightshire (décembre 1910), et est élu député conservateur de St Augustine de Kent en 1911. Sept ans plus tard, il devient député de Canterbury et, en 1922, est nommé sous-secrétaire d'État aux Affaires étrangères, poste qu'il occupe, avec un bref intervalle pour le premier gouvernement travailliste de 1924, jusqu'en 1925. 
Après avoir été secrétaire financier du Trésor pendant deux ans, McNeill est nommé Chancelier du duché de Lancastre avec un siège au cabinet en 1927. La même année, il est admis au Conseil privé et élevé à la pairie en tant que baron Cushendun, de Cushendun dans le comté d'Antrim. Ministre des Affaires étrangères par intérim en 1928 et double représentant britannique en chef à la Société des Nations, Lord Cushendun signe le Pacte Briand-Kellogg en août de la même année. Il prend sa retraite en 1929. 

## Cushendun et Glenmona House

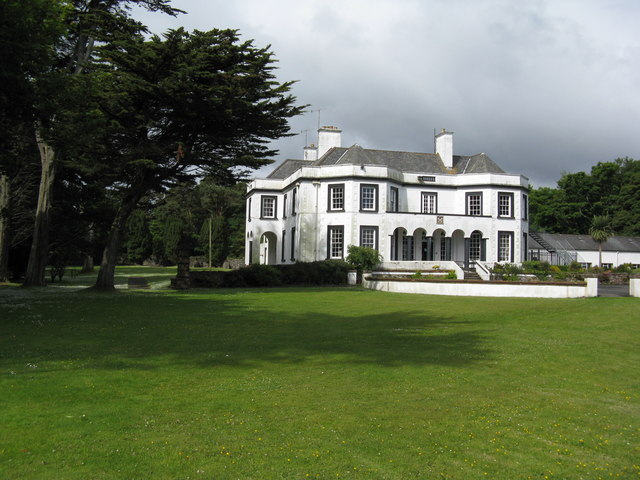
Glenmona House aujourd'hui

À partir de 1910, McNeill réside à Glenmona House à Cushendun, le village côtier du comté d'Antrim dont il prend plus tard le titre. Elle est brûlée en 1922, et reconstruite par Clough Williams-Ellis. Le village contient également des propriétés de Williams-Ellis construites en mémoire de sa femme cornouaillaise, Maud, décédée en 1925. 

## Famille
En 1884, Lord Cushendun épouse Elizabeth Maud Bolitho (sœur de William Bolitho), cornouaillaise et scientifique chrétienne. Ils ont trois filles: Esther Rose, Loveday Violet et Mary Morvenna Bolitho (qui épouse le major Philip Le Grand Gribble). Après la mort d'Elizabeth en 1925, il épouse Catherine Sydney Louisa Margesson en 1930. Elle lui a survécu, mourant en 1939. Lord Cushendun est décédé à Cushendun en octobre 1934, à l'âge de 73 ans, et la baronnie a disparu.